# Xanthostemon eucalyptoides
Xanthostemon eucalyptoides är en myrtenväxtart som beskrevs av Ferdinand von Mueller. Xanthostemon eucalyptoides ingår i släktet Xanthostemon och familjen myrtenväxter. Inga underarter finns listade i Catalogue of Life.